# Anime Central
Anime Central (viết tắt là ACen) là hội chợ anime thường niên diễn ra trong ba ngày, thường được tổ chức vào tháng năm tại khách sạn Hyatt Regency O'Hare và trung tâm hội nghị Donald E. Stephens tại Rosemont, Illinois, do Midwest Animation Promotion Society (MAPS) tổ chức.

## Chương trình
Một số hoạt động tiêu biểu như các phòng chiếu anime, khu vực của các họa sĩ, khu chụp ảnh, các buổi hòa nhạc, nhảy múa, quầy bán vật phẩm, khu vực trò chơi (game arcade, nhập vai, tabletop, thẻ sưu tập hay trading card, trò chơi video), tiệc dạ hội, vũ hội hóa trang, karaoke, các buổi hội thảo, hỏi đáp. Các phòng game hoạt động liên tục 24 giờ trong thời gian diễn ra hội chợ.

## Lịch sử
Anime Central được thành lập vào năm 1998 do sự thiếu hụt các sự kiện liên quan đến anime tại Hoa Kỳ. Hội chợ năm 2021 diễn ra đúng thời điểm khách sạn đang trong quá trình thi công các công trình. Hôn lễ của khách mời Robert DeJesus cũng được tổ chức, do khách mời Jan Scott-Frazier làm chủ hôn lễ. Hội chợ năm 2003, diễn ra vào ngày cuối tuần, mọi người đã xếp hàng và chờ đợi đến 3 tiếng đồng hồ để đăng ký, trong khi những người đã đăng ký trước chỉ mất có 90 phút để hoàn tất thủ tục đăng ký. Vào năm 2004, xảy ra một số vấn đề về lịch trình làm lễ khai mạc bị trì hoãn một giờ, nguyên nhân là do các vấn đề với thiết bị nghe nhìn. Hội chợ năm 2008 gặp vấn đề với hệ thống đăng ký dẫn đến việc mọi người tham dự phải xếp hàng để chờ đợi xử lý. Tại hội trợ năm 2012, diễn ra hai đám cưới cosplay, cùng với việc khách sạn Hyatt phải sơ tán do có báo động cháy. Anime Central đã tổ chức vòng chung kết cho sự kiện World Cosplay Summit (Sekai Kosupure Samitto) diễn ra tại Hoa Kỳ năm 2014.
Hội chợ Anime Central năm 2020 và 2021 bị hủy bỏ vì đại dịch COVID-19. Hội chợ năm 2022 đã thay đổi các chính sách COVID-19 ngay trước khi diễn ra hội chợ, không còn yêu cầu đeo khẩu trang hoặc tiêm chủng vắc xin. Do nhận về phản hồi kém từ những người tham dự, chính sách sau đó đã được sửa đổi lại, yêu cầu phải đeo mặt nạ hay khẩu trang ở một số khu vực.

### Sự kiện
| Thời gian              | Địa điểm                                                                                     | Số người tham dự | Khách mời |
| ---------------------- | -------------------------------------------------------------------------------------------- | ---------------- | --- |
| 3–5 tháng 4 năm 1998   | Holiday Inn International O'Hare, Rosemont, Illinois                                         | 1.203            | Juliet Cesario, Robert DeJesus, Jason Gray-Stanford, Fumio Iida, Tsukasa Kotobuki, Trish Ledoux, Steve Pearl, Jan Scott-Frazier, Scott Simpson, Kenichi Sonoda, Amanda Winn-Lee, Toshifumi Yoshida. |
| 23–25 tháng 4 năm 1999 | Holiday Inn International O'Hare, Rosemont, Illinois                                         | 1.640            | Leah Applebaum, Robert DeJesus, Crispin Freeman, Tsukasa Kotobuki, Jason Lee, Rachael Lillis, Yuji Moriyama, Lisa Ortiz, Steve Pearl, Lorraine Reyes, Jan Scott-Frazier, Doug Smith, Kenichi Sonoda, Shawn the Touched, Amanda Winn-Lee. |
| 12–14 tháng 5 năm 2000 | Sheraton Arlington Park, làng Arlington Heights, tiểu bang Illinois                          | 2.117            | Kara Dennison, Crispin Freeman, Amy Howard-Wilson, Jan Scott-Frazier, Brett Weaver. |
| 11–13 tháng 5 năm 2001 | Sheraton Arlington Park, làng Arlington Heights, tiểu bang Illinois                          | 3.232            | yoshitoshi ABe, Mika Akitaka, Kia Asamiya, Robert DeJesus, Kara Dennison, Scott McNeil, Range Murata, Jan Scott-Frazier, SWEK, Brett Weaver. |
| 19–21 tháng 4 năm 2002 | Khách sạn Hyatt Regency O'Hare tại Rosemont, Illinois                                        | 4.520            | Ken Akamatsu, Tetsuya Aoki, Steve Bennett, Jessica Calvello, Robert DeJesus, Crispin Freeman, Tiffany Grant, Hilary Haag, Amy Howard-Wilson, Toshihiro Kawamoto, Bruce Lewis, Mary Elizabeth McGlynn, Jan Scott-Frazier, Brad Swaile, SWEK, J. Torres. |
| 16–18 tháng 5 năm 2003 | Khách sạn Hyatt Regency O'Hare tại Rosemont, Illinois                                        | 6.190            | Satoru Akahori, Laura Bailey, Richard Ian Cox, Robert DeJesus, Duel Jewel, Fred Gallagher, Hiroaki Gohda, Tiffany Grant, Takeshi Honda, Yasunori Ide, Yoko Ishida, Kazuyoshi Katayama, Bruce Lewis, Hidenori Matsubara, Maya Okamoto, Chris Patton, Monica Rial, Jan Scott-Frazier, SWEK, Kazuko Tadano, Kōhei Tanaka, Brett Weaver. |
| 14–16 tháng 5 năm 2004 | Khách sạn Hyatt Regency O'Hare tại Rosemont, Illinois                                        | 7.406            | Greg Ayres, Kelli Cousins, Emily DeJesus, Robert DeJesus, Fred Gallagher, Masashi Ishihama, Satoshi Ishino, Taku Iwasaki, Noriyuki Jinguji, Yasuhisa Kato, Hideyuki Kurata, Bruce Lewis, Koji Masunari, Scott McNeil, Vic Mignogna, Yuji Moriyama, Tomonori Ochikoshi, Chris Patton, Monica Rial, Chiwa Saito, SID, SWEK, Taraku Uon, Shinichi Watanabe, Brett Weaver. |
| 13–15 tháng 5 năm 2005 | Khách sạn Hyatt Regency O'Hare, trung tâm hội nghị Donald E. Stephens tại Rosemont, Illinois | 10.434           | Greg Ayres, Chris Bevins, Beau Billingslea, Steve Blum, Emily DeJesus, Robert DeJesus, Fred Gallagher, Caitlin Glass, Clarine Harp, You Higuri, Hiroaki Inoue, Kumiko Kato, Bruce Lewis, Hiromi Matsushita, Vic Mignogna, Chris Patton, The Penny Lane All Stars, The Pillows, Jan Scott-Frazier, Rikki Simons, Doug Smith, Sally Suzuki, SWEK, Kazuko Tadano, Yusuke Wakamisho, Tavisha Wolfgarth-Simons, Yutaka Yoshizawa. |
| 5–7 tháng 5 năm 2006   | Khách sạn Hyatt Regency O'Hare, trung tâm hội nghị Donald E. Stephens tại Rosemont, Illinois | 11.866           | Christopher Ayres, Greg Ayres, Troy Baker, Colleen Clinkenbeard, Emily DeJesus, Robert DeJesus, Quinton Flynn, Fred Gallagher, Brittney Karbowski, Bruce Lewis, Mike McFarland, Junko Mizuno, Jeff Nimoy, Chris Patton, Monica Rial, Jan Scott-Frazier, Rikki Simons, Doug Smith, TsuShiMaMiRe, Tavisha Wolfgarth-Simons. |
| 11–13 tháng 5 năm 2007 | Khách sạn Hyatt Regency O'Hare, trung tâm hội nghị Donald E. Stephens tại Rosemont, Illinois | 12.769           | Christopher Ayres, Greg Ayres, Steve Bennett, Colleen Clinkenbeard, Emily DeJesus, Robert DeJesus, Patrick Drazen, David Fleming, Lisa Furukawa, Tiffany Grant, Matt Greenfield, Mohammad "Hawk" Haque, Kyle Hebert, High and Mighty Color, Noriyuki Jinguji, Brittney Karbowski, Sunao Katabuchi, Hiroshi Koujina, Trish Ledoux, Bruce Lewis, Masao Maruyama, Mike McFarland, Jamie McGonnigal, Yūko Minaguchi, Jeff Moy, Philip Moy, Yasuhiro Nightow, Ananth Panagariya, Chris Patton, PLID, Xero Reynolds, Jan Scott-Frazier, Rikki Simons, Doug Smith, Spike Spencer, Spiral Spiders, Michael "Mookie" Terracciano, Kirk Thornton, Voices For, Kari Wahlgren, Shinichi Watanabe, Brett Weaver, Greg Weisman, Travis Willingham, Tavisha Wolfgarth-Simons, Toshifumi Yoshida. |
| 16–18 tháng 5 năm 2008 | Khách sạn Hyatt Regency O'Hare, trung tâm hội nghị Donald E. Stephens tại Rosemont, Illinois | 13.900           | Yamila Abraham, Hannah Alcorn, Karan Ashley, DM Ashura, Robert Axelrod, Christopher Ayres, Greg Ayres, Laura Bailey, Steve Cardenas, Emily DeJesus, Robert DeJesus, Aaron Dismuke, Josh Elder, Quinton Flynn, Jason David Frank, Caitlin Glass, August Hahn, Halcali, DJ HeavyGrinder, Mari Iijima, Russell Lissau, Vic Mignogna, Yuji Moriyama, Carli Mosier, Jeff Moy, Philip Moy, Jeff Nimoy, Daniela Orrù, Peelander-Z, Daniela Serri, Shuzilow.HA, Kenichi Sonoda, The Spoony Bards, Hiroshi Tada, Voices For, Travis Willingham, Ono Yoichiro, Mamoru Yokota, Steve Yun. |
| 8–10 tháng 5 năm 2009  | Khách sạn Hyatt Regency O'Hare, trung tâm hội nghị Donald E. Stephens tại Rosemont, Illinois | 17.249           | Yamila Abraham, J.L. Anderson, Matt Boyd, Colleen Clinkenbeard, Emily DeJesus, Robert DeJesus, Josh Elder, Kerry Freedman, Caitlin Glass, Tiffany Grant, Matt Greenfield, August Hahn, Mark Hildreth, Carl Gustav Horn, Aoi Kidokoro, Bruce Lewis, Russell Lissau, Ian McConville, Vic Mignogna, Misako Rocks!, Move, Fred Perry, Rhea Silvan, The Slants, The Spoony Bards, Chiaki Takahashi, Shinichi Watanabe, Steve Yun. |
| 14–16 tháng 5 năm 2010 | Trung tâm hội nghị Donald E. Stephens tại Rosemont, Illinois                                 | 19.511           | Aural Vampire, Zach Bolton, DJ Chucky, Daniel Coglan, Da/Le, Steve Downes, Josh Elder, Kerry Freedman, Fred Gallagher, Guhroovy, Todd Haberkorn, August Hahn, Yoshiki Hayashi, Steve Horton, DJ Jeffito, Masazumi Kato, Yumiko Kobayashi, Russell Lissau, M-Project, Vic Mignogna, Misako Rocks!, Trevor A. Mueller, Kaori Nazuka, Dominic Nguyen, No+Chin, Brina Palencia, Wendy Powell, DJ Sharpnel, Stephanie Sheh, DJ Shimamura, The Spoony Bards, Narumi Takahira, J. Michael Tatum, Koki Uchiyama, Steve Yun. |
| 20–22 tháng 5 năm 2011 | Khách sạn Hyatt Regency O'Hare, trung tâm hội nghị Donald E. Stephens tại Rosemont, Illinois | 23.353           | DJ 100mado, Chris Cason, DJ Chucky, Colleen Clinkenbeard, Daniel Coglan, Jillian Coglan, Josh Elder, Flow, Guhroovy, Darrel Guilbeau, August Hahn, Yoshiki Hayashi, Naoto Hirooka, Steve Horton, Koji Ide, DJ Jeffito, Russell Lissau, M-Project, Trevor A. Mueller, No+Chin, Mika Nomura, Raveman, Kosuke Saito, Saki, Stephanie Sheh, Bob Shinohata, Mike Sinterniklaas, Sixh., Hideko Tamura Snider, Spike Spencer, SWEK, J. Michael Tatum, Ugimi Umahara, Cristina Vee, Steve Yun. |
| 27–29 tháng 4 năm 2012 | Khách sạn Hyatt Regency O'Hare, trung tâm hội nghị Donald E. Stephens tại Rosemont, Illinois | 24.316           | Asuka, John Bivens, Johnny Yong Bosch, Christine Marie Cabanos, Chris Cason, Daniel Coglan, Jillian Coglan, Eyeshine, Gashicon, Todd Haberkorn, Masashi Hamauzu, Steve Horton, Imeruat, Yasuhiro Koshi, Cassandra Lee, Russell Lissau, LM.C, Maki, Jamie Marchi, Eric Maruscak, Joel McDonald, Mike McFarland, Vic Mignogna, Trevor A. Mueller, Brina Palencia, RinRin, Iruma Rioka, Chris Sabat, Ian Sinclair, Sixh.IBI, Cristina Vee, Video Game Orchestra, Shinichi Watanabe, Travis Willingham. |
| 17–19 tháng 5 năm 2013 | Khách sạn Hyatt Regency O'Hare, trung tâm hội nghị Donald E. Stephens tại Rosemont, Illinois | 28.692           | Yuu Asakawa, Christopher Ayres, John Bivens, Daniel Coglan, Jillian Coglan, Gashicon, Clarine Harp, Steve Horton, Taliesin Jaffe, Catherine Jones, Kalafina, Fumiko Kawamura, Sarah Lindholm, Russell Lissau, Helen McCarthy, Mint, Trevor A. Mueller, Sonny Strait, Brad Swaile, Yukino. |
| 16–18 tháng 5 năm 2014 | Khách sạn Hyatt Regency O'Hare, trung tâm hội nghị Donald E. Stephens tại Rosemont, Illinois | 29.674           | Yoshitoshi ABe, Angela, Bryn Apprill, Christopher Ayres, Laura Bailey, Tia Ballard, Josh Elder, Crispin Freeman, Josh Grelle, Naoto Hirooka, Emily Neves, Helen McCarthy, Joel McDonald, Trevor A. Mueller, Arnie Roth, Sixh., Nobuo Uematsu, Travis Willingham, Yutaka Yamamoto. |
| 15–17 tháng 5 năm 2015 | Khách sạn Hyatt Regency O'Hare, trung tâm hội nghị Donald E. Stephens tại Rosemont, Illinois | 31.113           | Bryn Apprill, Akitaroh Daichi, Richard Epcar, Sandy Fox, Roland Kelts, Cherami Leigh, Helen McCarthy, Amanda Celine Miller, Tony Oliver, Ryukishi07, Scandal, Stephanie Sheh, Micah Solusod, Alexis Tipton, Cristina Vee, Lisle Wilkerson. |
| 20–22 tháng 5 năm 2016 | Khách sạn Hyatt Regency O'Hare, trung tâm hội nghị Donald E. Stephens tại Rosemont, Illinois | 31.469           | Eir Aoi, Takahiro Baba, Daniel Coglan, Jillian Coglan, DJ HeavyGrinder, Erica Lindbeck, Eric Maruscak, Kyle McCarley, Erica Mendez, Mint, Max Mittelman, Na-Ga, Shinji Orito, Monica Rial, Patrick Seitz. |
| 19–21 tháng 5 năm 2017 | Khách sạn Hyatt Regency O'Hare, trung tâm hội nghị Donald E. Stephens tại Rosemont, Illinois | 30.221           | DJ Amaya, Daniel Coglan, Jillian Coglan, Crispin Freeman, Toru Furuya, Gacharic Spin, DJ HeavyGrinder, Imeruat, Eric Maruscak, May'n, Helen McCarthy, Emily Neves, A New World, Tony Oliver, Putumayo, Micah Solusod, John Swasey, TeddyLoid, Alexis Tipton, Shinichi Watanabe, Lisle Wilkerson, Mamoru Yokota. |
| 18–20 tháng 5 năm 2018 | Khách sạn Hyatt Regency O'Hare, trung tâm hội nghị Donald E. Stephens tại Rosemont, Illinois | 32.653           | Daniel Coglan, Jillian Coglan, Fhána, Josh Grelle, Kyle Hebert, Kikuko Inoue, Mitsuo Iso, Jerry Jewell, Jinsei Kataoka, Kazuma Kondou, Lauren Landa, Cherami Leigh, Eric Maruscak, Erica Mendez, Vic Mignogna, A New World, Takeshi Nogami, Tony Oliver, Brina Palencia, Bryce Papenbrook, Rosuuri, Shuzilow.HA, Micah Solusod, Kenichi Sonoda, J. Michael Tatum, VOfan, Mamoru Yokota, Takahiro Yoshimatsu, Marco d'Ambrosio. |
| 17-19 tháng 5 năm 2019 | Khách sạn Hyatt Regency O'Hare, trung tâm hội nghị Donald E. Stephens tại Rosemont, Illinois | 33.084           | Takao Abo, Asaka, Jillian Coglan, Samurai Dan Coglan, Justin Cook, Marco d'Ambrosio, Ryoma Ebata, Brett Finnell, Sandy Fox, Crispin Freeman, Tomohiro Furukawa, Caitlin Glass, Darius Hambleton, Hiromitsu Iijima, Jerry Jewell, Brittney Karbowski, Takushi Koide, Masayuki Kojima, Lex Lang, Eric Maruscak, Helen McCarthy, Mai Nakahara, Atsushi Nakayama, Muneki Ogasawara, Miho Okasaki, Tony Oliver, Openworld, Kevin Penkin, Eric Price, Hiroyuki Saita, Sayaka Sasaki, Stephanie Sheh, Shuzilow.HA, W.T. Snacks, Kenichi Sonoda, Aya Suzaki, Natsumi Takamori, Kaiji Tang, Shiori Tani, Jason Thompson, True, Eric Vale, Christopher Wehkamp, and Zaq. |
| 20-22 tháng 5 năm 2022 | Khách sạn Hyatt Regency O'Hare, trung tâm hội nghị Donald E. Stephens tại Rosemont, Illinois |                  | Hakos Baelz, Gawr Gura, Luci Christian, Lucien Dodge, Ricco Fajardo, Dorah Fine, Sandy Fox, Caitlin Glass, DJ Hype Girl, James Landino, Lex Lang, Brandon McInnis, Erica Mendez, A New World, Tony Oliver, W.T. Snacks, J. Michael Tatum, TeddyLoid. |
| 19-21 tháng 5 năm 2023 | Khách sạn Hyatt Regency O'Hare, trung tâm hội nghị Donald E. Stephens tại Rosemont, Illinois |                  | |

## Anime Central Aftershock!
Anime Central Aftershock! là một chương trình được cung cấp tại Chicago Comic-Con 2009, diễn ra từ ngày 6-9 tháng 8 năm 2009. Một số hoạt động trong chương trình bao gồm các buổi chiếu anime, sự góp mặt của các họa sĩ, các cuộc thi, cosplay và các cuộc hội thảo.

## Hợp tác với Otaquest
Anime Central hợp tác với Otaquest để tổ chức hội nghị anime trực tuyến từ ngày 15-16 tháng 8 năm 2020.